# 銀點珠母麗魚
銀點珠母麗魚，為輻鰭魚綱鱸形目隆頭魚亞目慈鯛科的其中一種，分布於南美洲Xingu河流域，體長可達18公分，棲息在河川中底層水域，生活習性不明，可做為觀賞魚。

## 擴展閱讀
維基物種上的相關：銀點珠母麗魚